# Olympische Sommerspiele 1996/Teilnehmer (Aserbaidschan)
| Gelbes Symbol für Goldmedaillen mit stilisierten Olympischen Ringen | Graues Symbol für Silbermedaillen mit stilisierten Olympischen Ringen | Braundes Symbol für Bronzemedaillen mit stilisierten Olympischen Ringen |
| ------------------------------------------------------------------- | --------------------------------------------------------------------- | ----------------------------------------------------------------------- |
| —                                                                   | 1                                                                     | —                                                                       |

Aserbaidschan nahm bei den Olympischen Sommerspielen 1996 in der US-amerikanischen Metropole Atlanta erstmals an Olympischen Spielen teil.
Das Team bestand aus 23 Sportlern: drei Frauen und 20 Männer traten in 23 Wettbewerben in neun Sportarten an.

## Flaggenträger
Der Judoka Nazim Hüseynov trug die Flagge Aserbaidschans während der Eröffnungsfeier am 19. Juli 1996 im Centennial Olympic Stadium.

## Medaillengewinner
Mit einer gewonnenen Silbermedaille belegte das aserbaidschanische Team Platz 61 im Medaillenspiegel.

### Silber
Namiq Yadulla Abdullayev: Ringen, Fliegengewicht Freistil

## Teilnehmer
Jüngster Teilnehmer war der Ringer Tahir Zahidov mit 17 Jahren und 160 Tagen, die älteste war die Schützin İradə Aşumova mit 38 Jahren und 152 Tagen.
| Name                     | Alter | Geschlecht | Sportart       | Resultat(e)                                                   |
| ------------------------ | ----- | ---------- | -------------- | ------------------------------------------------------------- |
| Namiq Yadulla Abdullayev | 25    | männlich   | Ringen         | Silber im Fliegengewicht Freistil                             |
| Vilayət Ağayev           | 24    | männlich   | Ringen         | Platz zehn im Bantamgewicht griechisch-römisch                |
| İradə Aşumova            | 38    | weiblich   | Schießen       | Platz zehn mit der Luftpistole; Platz 15 mit der Sportpistole |
| Arif Abdullayev          | 27    | männlich   | Ringen         | Platz zehn im Bantamgewicht Freistil                          |
| Elşad Allahverdiyev      | 23    | männlich   | Ringen         | Platz 14 im Leichtgewicht Freistil                            |
| Arif Axundov             | 23    | männlich   | Leichtathletik | Platz sieben im siebten Vorlauf über 100 Meter                |
| Məhəmməd İbrahimov       | 21    | männlich   | Ringen         | Platz fünf im Mittelgewicht Freistil                          |
| Elvira Cabbarova         | 19    | weiblich   | Leichtathletik | Platz acht im zweiten Vorlauf über 100 Meter                  |
| Emin Cəbrayilov          | 18    | männlich   | Wasserspringen | Platz 27 vom Turm                                             |
| Aleksey Fatyanov         | 27    | männlich   | Leichtathletik | Platz 31 in der Dreisprung-Qualifikation                      |
| Məmmədsalam Haciyev      | 24    | männlich   | Ringen         | Platz acht im Weltergewicht Freistil                          |
| Nazim Hüseynov           | 26    | männlich   | Judo           | Platz 17 im Extra-Leichtgewicht                               |
| Zülfiyyə Hüseynova       | 25    | weiblich   | Judo           | Platz sieben im Leichtgewicht                                 |
| Tofiq Heydərov           | 24    | männlich   | Gewichtheben   | Platz elf im Leicht-Schwergewicht                             |
| İlham Kərimov            | 20    | männlich   | Boxen          | Platz 17 im Leicht-Schwergewicht                              |
| Davud Məhəmmədov         | 25    | männlich   | Ringen         | Platz elf im Schwergewicht Freistil                           |
| Asif Məlikov             | 25    | männlich   | Gewichtheben   | Bantamgewicht                                                 |
| Elxan Məmmədov           | 26    | männlich   | Fechten        | Platz 40 im Säbel-Einzel                                      |
| Ədalət Məmmədov          | 21    | männlich   | Boxen          | Platz fünf im Super-Schwergewicht                             |
| Emin Quliyev             | 20    | männlich   | Schwimmen      | Platz 59 über 50 Meter Freistil                               |
| Valeri Timoxin           | 37    | männlich   | Schießen       | Platz 38 im Skeet                                             |
| Tahir Zahidov            | 17    | männlich   | Ringen         | Platz 14 im Leicht-Fliegengewicht griechisch-römisch          |
| Vasif Əsədov             | 30    | männlich   | Leichtathletik | Platz 27 in der Dreisprung-Qualifikation                      |